# Notari romà
Un notari romà (llatí notarius, plural notarii) era un escriptor a mà romà, generalment esclau o llibert, que aixecava les actes públiques del senat romà a diferència de l'actuari que recollia la resta d'actes públiques.
Sota l'Imperi, els notaris (notarii) també van ser emprats pels emperadors per recollir les seves indicacions i les dels seus procuradors. Formaven part de la familia Caesaris, és a dir, dels esclaus i lliberts imperials. Trobem una sèrie d'inscripcions epigràfiques relatives als notarii al cementiri dels officiales de Cartago. En aquest temps, notari va passar a ser equivalent a secretari imperial privat i qualsevol altra significació del terme s'havia perdut.
En temps de Constantí I el Gran els notarii van constituir una espècie de cancelleria imperial que servia a l'emperador en diverses missions diplomàtiques i administratives, sense perdre el seu caràcter de secretaris privats. El de més rang era anomenat Primicerius Notariorum, i el segon Secundicerius Notariorum. Després seguien els tribuni et notarii i els domestici et notarii. Finalment uns altres servien al prefecte del pretori i eren anomenats Notarii Praetoriam. Aquests càrrecs estan recollits al Codex Teodosià.